# Широкое (Васильковский район)
Широкое (укр. Широке) — село,
Павловский сельский совет,
Васильковский район,
Днепропетровская область,
Украина.
Код КОАТУУ — 1220787716. Население по переписи 2001 года составляло 140 человек.

## Географическое положение
Село Широкое находится на расстоянии в 1 км от села Самарское и в 2-х км от села Долгое.
По селу протекает пересыхающий ручей с запрудой.